# Marrister

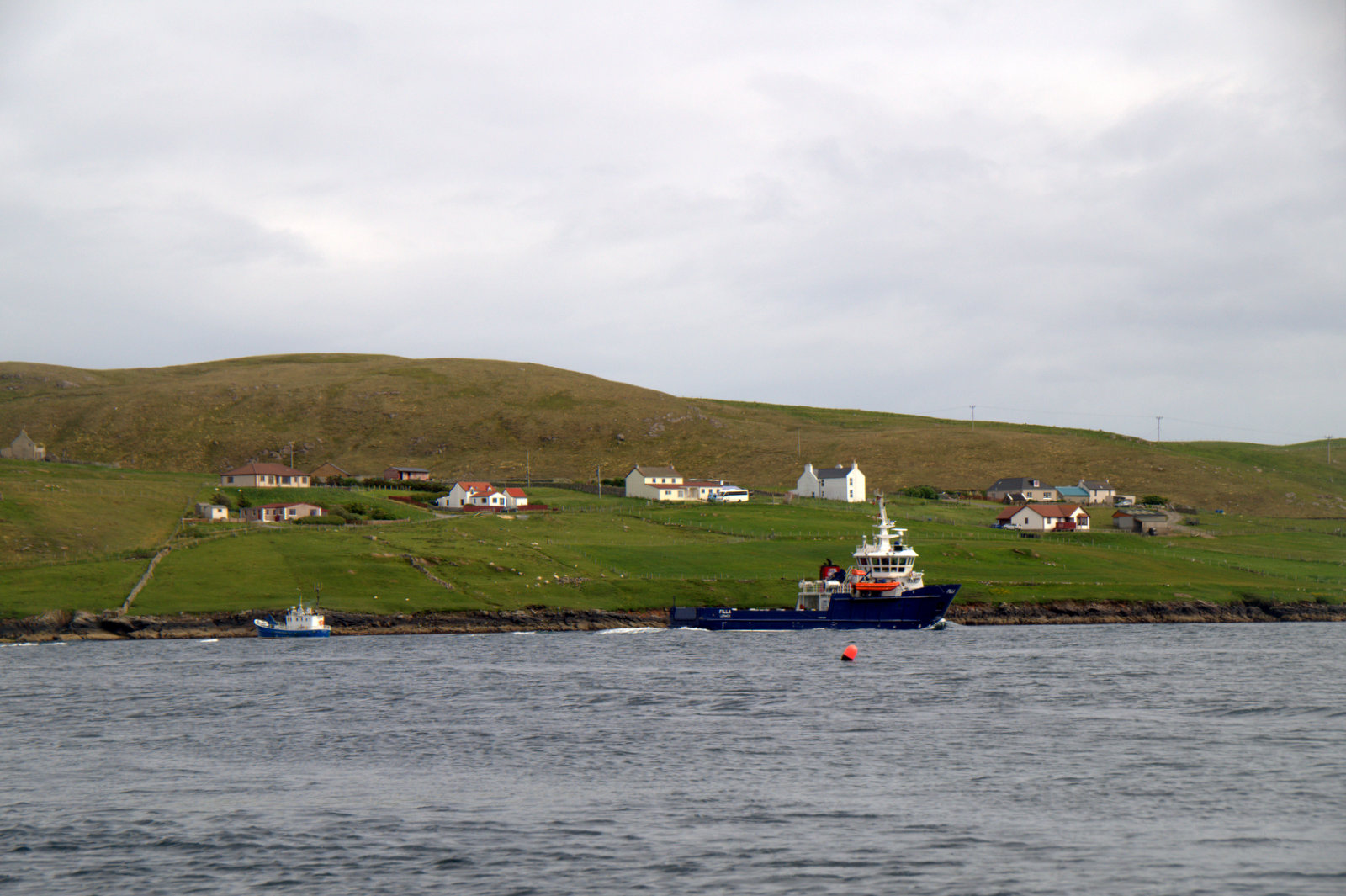
Blick auf den Ort

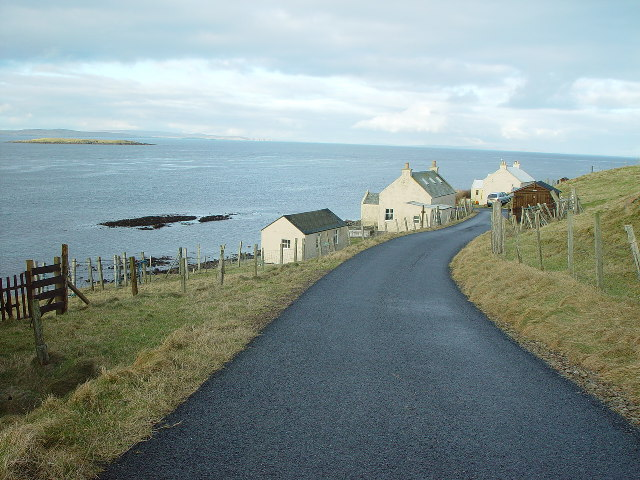
Straße in Marrister

Marrister ist eine Ortschaft, die im Nordosten der zu Schottland zählenden Shetlands liegt.

## Geographie
Das kleine Marrister liegt an der nordwestlichen Küste der Insel Whalsay, etwas erhöht über dem Linga Sound, mit der Insel West Linga auf der gegenüberliegenden Seite. Nach Symbister sind es anderthalb Kilometer im Südwesten und ebensoweit nach Brough im Nordosten. Unmittelbar im Süden folgt auf Marrister die Ortschaft North Park. Überragt wird Marrister im Osten vom 80 Meter hohen Setter Hill.

## Historisches
Im Rahmen der historischen Gliederung Schottlands in Civil Parishes zählt Marrister zu Nesting.